# Stolické vrchy
Koordinaten: 48° 38′ N, 19° 55′ O

Stolické vrchy auf der Karte der inneren Westkarpaten (rot hervorgehoben)

Die Stolické vrchy (deutsch etwa: Stolica-Berge) ist ein etwa 600 km² großes Teilgebirge und der höchste Teil des Slowakischen Erzgebirges in der Mitte der Slowakei und somit Teil der Inneren Westkarpaten. Es grenzt an die Veporské vrchy im Norden, Muránska planina im Nordosten, Volovské vrchy im äußersten Osten und Revúcka pahorkatina im Süden. Alle diese sind ebenfalls Teil des Slowakischen Erzgebirges. Westlich der Stolické vrchy liegen das Hochland Krupinská planina, der Talkessel Zvolenská kotlina und das Gebirge Poľana. Die höchste Erhebung ist die Stolica (1476 m n.m.), die zugleich der höchste Punkt des Slowakischen Erzgebirges ist.
Das Gebirge wird in vier kleinere geomorphologische Unterteile geteilt:
- Stolica
- Tŕstie
- Klenovské vrchy
- Málinské vrchy

Dank den reichen Rohstoffvorkommen im Mittelalter entstand auf dem Gebiet einige Bergwerksiedlungen oder kleine Bergwerksstädte wie Kokava nad Rimavicou. An der höher gelegenen Gebirgskämmen liegen dichte Wälder, vorwiegend Fichten, weiter talwärts, Buchen, Eichen und Hainbuchen. Bedeutende Flüsse sind die Oberläufe der Slaná im Osten, Muráň im Zentrum und Rimava im Westen.